# Palazzo De Rosa di Villarosa

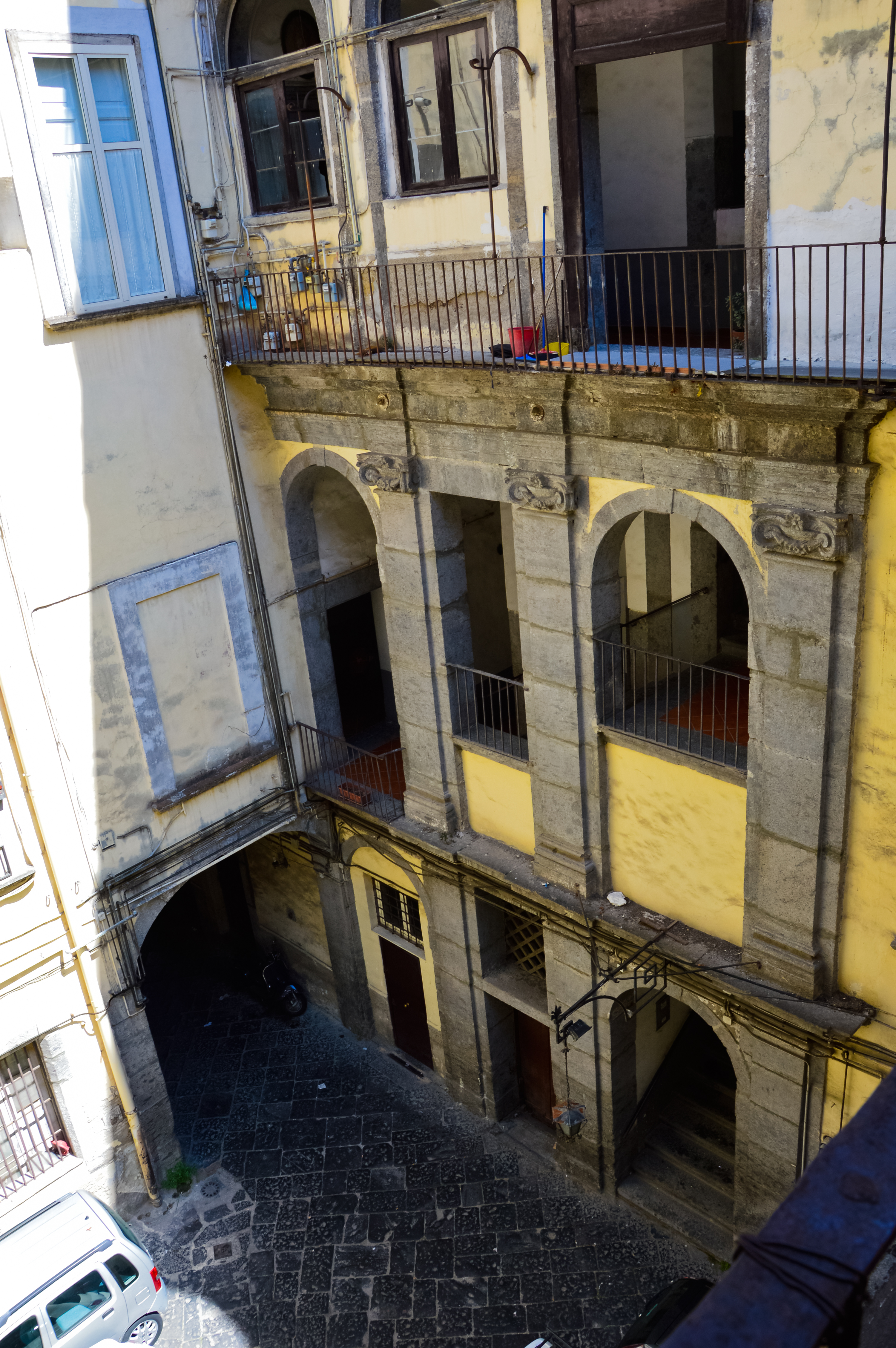
Palazzo De Rosa di Villarosa in Neapel: Offene Treppe in Innenhof

Der Palazzo De Rosa di Villarosa ist ein Palast aus dem 16. Jahrhundert im Viertel San Lorenzo in Neapel in der italienischen Region Kampanien. Er liegt am Largo Regina Coeli.

## Geschichte und Beschreibung
Der Palast wurde im Laufe der Jahrhunderte mehrmals umgebaut; so erfolgte z. B. eine Aufstockung, die aus dem dreistöckigen ein vierstöckiges Gebäude machte. Die Fassade zeigt einfache, in Stuck ausgeführte Linien; das Portal hat einen einfachen Rahmen aus Piperno.
Von besonderem Wert ist die offene Treppe, die sich links des Empfangssalons befindet: Sie ist im Stil des späten 16. Jahrhunderts errichtet und zeigt ein System von Archivolten, ähnlich einem venezianischem Fenster. An den Seiten gibt es Rundbögen, während sich in der Mitte ein Verbindungselement mit Architrav befindet, das zu einem kleinen Dienstraum führt. Die Treppe erhebt sich über zwei Ebenen, darüber liegt ein drittes Stockwerk als Loggia.